# Crta Karlobag-Ogulin-Karlovac-Virovitica
Crta Karlobag-Ogulin-Karlovac-Virovitica je zemljopisna crta poznata kao jedna od "zapadnih granica" projekta Velike Srbije, nešto manjih zahtjeva od drugih (radikalniji zahtjevi su uključivali među ostalim i Rijeku). Velikosrpski planovi uključuju etničko čišćenje nesrpskog stanovništva s područja omeđenog tom crtom. 
Vojislav Šešelj i drugi čelnici Srpske radikalna stranke borili su se za "amputaciju" Hrvatske na toj crti, kao i još neki srpski političari i ideolozi još iz doba Kraljevine Jugoslavije.
Stevan Moljević, glavni ideolog četničkog pokreta tijekom Drugog svjetskog rata je u svome elaboratu Homogena Srbija inzistirao i na etničkom čišćenju područja Velike Srbije od drugih naroda; takvu je ideju u cijelosti u svoje djelovanje ugradio Draža Mihailović, glavni četnički zapovjednik u tom razdoblju. Kao svojevrsne vazalne zemljice Velike Srbije "oslobođene" od nesrpskog življa, postojale bi Slovenija i Hrvatska; potonja na jako umanjenom teritoriju.
U izvještaju kraljevskoj vladi u izbjeglištvu u Londonu, Draža Mihailović iznosi četnički plan za slučaj dolaska saveznika na jugoslavensko područje:  
"Pripremati se da bi se u danima sloma mogle izvršiti ove akcije:
b) omeđiti 'de facto' srpske zemlje i učiniti da u njima ostane samo srpski živalj;
v) posebno imati u vidu brzo i radikalno čišćenje gradova i njihovo popunjavanje svežim srpskim elementom;
g) izgraditi plan za čišćenje ili pomeranje seoskog stanovništva sa ciljem homogenosti srpske državne zajednice;
d) u srpskoj jedinici kao naročito težak problem uzeti pitanje muslimana i po mogućnosti rešiti ga u ovoj fazi, i:
đ) unapred odrediti koje i kakve jedinice treba da provode izvršenje programskih tačaka pod b, v, g, d ..." (b, v, g, d - redosljed slova prema srpskoj azbuci se razlikuje od onoga u abecedi).
Početkom lipnja 1991. godine (u prvoj polovici 1990.-ih vrlo utjecajni) srbijanski političar i četnički vojvoda Vojislav Šešelj je u medijskom intervjuju govori srpskih radikala uspostava srpske države na Balkanu, koja će obuhvatiti "celokupno srpstvo, sve srpske zemlje". U istom intervjuu iznosi uvjete kakve on smatra prihvatljivim za dogovor sa Zagrebom: "Uslov je da prihvate da granice Hrvatske budu Karlobag - Ogulin - Karlovac - Virovitica, i tek onda da se dogovaramo o izmeni stanovništva. Svi Srbi koji žive u Zagrebu, Rijeci, Istri, u Sloveniji, da se presele u Srbiju, a Hrvati koji žive u Srbiji da se presele u Hrvatsku, i da definitivno to pitanje razrešimo."
Na početcima Domovinskog rata su srpske snage na svim područjima na kojima su uspjeli ostvariti kontrolu provodili onakva etnička čišćenja o kakvima 1940.-ih pišu Moljević i Mihailović, te je u Hrvatskoj preko pola milijuna nesrba (ne samo Hrvata) s teritorija Republike Hrvatske otjerano u progonstvo; slično je srpska politika oružanim sredstvima izvodila u povezanom ratu u BiH.